# Yökönsaari
Yökönsaari är en ö i Finland.   Den ligger i kommunen Nokia i den ekonomiska regionen Tammerfors och landskapet Birkaland, i den södra delen av landet, 160 km nordväst om huvudstaden Helsingfors.